# Llista de triples Grans Premis de motocròs
Aquesta llista aplega els Triples Grans Premis de motocròs que es varen celebrar entre el 2000 i el 2003. Aquesta mena de Gran Premi es coneixia com a "triple" pel fet de constar de curses de les tres categories existents a l'època: 125, 250 i 500cc. Fou una innovació que s'assajà per primer cop al GP dels Països Baixos del 2000, a Valkenswaard, i es repetí més tard als Grans Premis d'Europa (Spa-Francorchamps), Bèlgica (Grobbendonk) i Luxemburg (Folkendange). El 2001, quan Dorna (la societat que organitzava també el mundial de velocitat) obtingué els drets d'organització del mundial de motocròs, aplicà aquest format a tots els Grans Premis que componien el campionat i, a més, va decidir que totes les curses s'hi fessin en un sol dia -no pas repartides entre dissabte i diumenge, com fins aleshores-, amb una sola mànega per categoria.
Quan Dorna abandonà l'organització del mundial en favor de Youthstream, el 2004, els triples Grans Premis varen desaparèixer i varen donar pas als actuals, compostos de dues mànegues de la categoria MXGP i dues de MX2.

## Alemanya
El Gran Premi d'Alemanya de Motocròs 125, 250 i 500cc (en alemany, Großer Preis von Deutschland Moto-Cross), abreujat GP d'Alemanya de Motocròs, se celebrà a Alemanya del 2001 al 2003.
Guanyadors:
| Edició | Any  | Lloc          | Data       | 125cc           | 250cc          | 500cc      |
| ------ | ---- | ------------- | ---------- | --------------- | -------------- | ---------- |
| I      | 2001 | Teutschenthal | 13 de maig | James Dobb      | Mickaël Pichon | Joël Smets |
| II     | 2001 | Gaildorf      | 19 d'agost | Luigi Seguy     | Mickaël Pichon | Joël Smets |
|        |      |               |            |                 |                |            |
| III    | 2002 | Gaildorf      | 18 d'agost | Mickaël Maschio | Mickaël Pichon | Joël Smets |
| IV     | 2003 | Gaildorf      | 24 d'agost | Stefan Everts   | Tyla Rattray   | Joël Smets |

## Austràlia
El Gran Premi d'Austràlia de Motocròs 125, 250 i 500cc (en anglès, Moto-Cross Grand Prix of Australia), abreujat GP d'Austràlia de Motocròs, se celebrà a Austràlia l'any 2001.
Guanyadors:
| Edició | Any  | Lloc      | Data       | 125cc      | 250cc          | 500cc         |
| ------ | ---- | --------- | ---------- | ---------- | -------------- | ------------- |
| I      | 2001 | Broadford | 15 d'abril | James Dobb | Mickaël Pichon | Stefan Everts |

## Àustria
El Gran Premi d'Àustria de Motocròs 125, 250 i 500cc (en alemany, Großer Preis von Österreich Moto-Cross), abreujat GP d'Àustria de Motocròs, se celebrà a Àustria del 2001 al 2003.
Guanyadors:
| Edició | Any  | Lloc        | Data           | 125cc         | 250cc          | 500cc         |
| ------ | ---- | ----------- | -------------- | ------------- | -------------- | ------------- |
| I      | 2001 | Karntenring | 23 de setembre | Erik Eggens   | Mickaël Pichon | Joël Smets    |
| II     | 2002 | Karntenring | 9 de juny      | James Dobb    | Mickaël Pichon | Stefan Everts |
| III    | 2003 | Karntenring | 22 de juny     | Stefan Everts | Ben Townley    | Joël Smets    |

## Bèlgica
El Gran Premi de Bèlgica de Motocròs 125, 250 i 500cc (neerlandès: Grote Prijs van België motorcross; francès: Grand Prix de Belgique de motocross), abreujat GP de Bèlgica de Motocròs, se celebrà a Bèlgica del 2000 al 2003.
Guanyadors:
| Edició | Any  | Lloc        | Data         | 125cc         | 250cc           | 500cc         |
| ------ | ---- | ----------- | ------------ | ------------- | --------------- | ------------- |
| I      | 2000 | Grobbendonk | 30 de juliol | James Dobb    | Gordon Crockard | Joël Smets    |
|        |      |             |              |               |                 |               |
| II     | 2001 | Genk        | 29 d'abril   | James Dobb    | Gordon Crockard | Stefan Everts |
| III    | 2001 | Namur       | 5 d'agost    | James Dobb    | Mickaël Pichon  | Stefan Everts |
|        |      |             |              |               |                 |               |
| IV     | 2002 | Genk        | 4 d'agost    | Patrick Caps  | Mickaël Pichon  | Joël Smets    |
| V      | 2003 | Namur       | 20 de juliol | Stefan Everts | Stefan Everts   | Joël Smets    |

## Bulgària
El Gran Premi de Bulgària de Motocròs 125, 250 i 500cc (en búlgar, Гран при на България по мотокрос), abreujat GP de Bulgària de Motocròs, se celebrà a Bulgària del 2002 al 2003.
Guanyadors:
| Edició | Any  | Lloc     | Data       | 125cc            | 250cc          | 500cc      |
| ------ | ---- | -------- | ---------- | ---------------- | -------------- | ---------- |
| I      | 2002 | Sevlievo | 23 de juny | Alessandro Puzar | Mickaël Pichon | Joël Smets |
| II     | 2003 | Sevlievo | 8 de juny  | Mickaël Maschio  | Stefan Everts  | Joël Smets |

## Espanya
El Gran Premi d'Espanya de Motocròs 125, 250 i 500cc (en castellà, Gran Premio de España de Motocross), abreujat GP d'Espanya de Motocròs, se celebrà del 2001 al 2003 a Catalunya, concretament al circuit de Catalunya (també conegut com a Circuit de Montperler) de Bellpuig, on l'organitzava el Moto Club Segre.

### Història
El Motoclub Segre havia organitzat amb èxit el Gran Premi d'Espanya de 125cc al Circuit de Bellpuig d'ençà de 1994, però a partir del 2001 la FIM imposà com a requisit per a mantenir la prova al calendari que s'hi disputessin les curses de totes tres categories (125, 250 i 500cc). Per tal d'assumir-ne els costos, la Secretaria General de l'Esport, l'Ajuntament de Bellpuig i la Diputació de Lleida hi invertiren més de 130 milions de pessetes (uns 781.000 euros al canvi), aconseguint així adaptar les instal·lacions a la nova realitat. Des d'aleshores i fins al 2003 el Circuit de Bellpuig passà a acollir el nou Gran Premi d'Espanya de 125, 250 i 500cc.
Amb la nova estructuració de categories del mundial, endegada el 2004, el Circuit de Bellpuig passà a acollir el Gran Premi d'Espanya de MX1 i MX2, les considerades com a categories reines, mantenint-ne l'organització amb força èxit, fins al punt que el 2006 rebé el premi a la millor prova de l'any per la seva gestió i desenvolupament. A partir del 2009 la denominació canvià ja oficialment a Gran Premi de Catalunya, nom amb el qual es mantingué fins al 2010 com una de les proves clau del calendari. Les edicions previstes per a les temporades de 2011 i 2012, però, hagueren de ser suspeses a causa de la crisi econòmica.

### Guanyadors
Fonts:
| Edició | Any  | Data          | 125cc                      | 250cc                   | 500cc                  |
| ------ | ---- | ------------- | -------------------------- | ----------------------- | ---------------------- |
| I      | 2001 | 17-18 de març | James Dobb (KTM)           | Mickaël Pichon (Suzuki) | Stefan Everts (Yamaha) |
| II     | 2002 | 13-14 d'abril | Mickaël Maschio (Kawasaki) | Mickaël Pichon (Suzuki) | Joël Smets (KTM)       |
| III    | 2003 | 29-30 de març | Mickaël Maschio (Kawasaki) | Mickaël Pichon (Suzuki) | Joël Smets (KTM)       |

## Europa
El Gran Premi d'Europa de Motocròs 125, 250 i 500cc (francès: Grand Prix d'Europe de motocross; alemany: Großer Preis von Europa Moto-Cross), abreujat GP d'Europa de Motocròs, se celebrà a Europa del 2000 al 2003 (els dos primers anys a Bèlgica i els altres dos, a Alemanya).
Guanyadors:
| Edició | Any  | País     | Lloc              | Data       | 125cc          | 250cc             | 500cc         |
| ------ | ---- | -------- | ----------------- | ---------- | -------------- | ----------------- | ------------- |
| I      | 2000 | Bèlgica  | Spa-Francorchamps | 4 de juny  | Grant Langston | Frédéric Bolley   | Joël Smets    |
| II     | 2001 | Bèlgica  | Spa-Francorchamps | 27 de maig | James Dobb     | Mickaël Pichon    | Stefan Everts |
|        |      |          |                   |            |                |                   |               |
| III    | 2002 | Alemanya | Teutschenthal     | 28 d'abril | Patrick Caps   | Kenneth Gundersen | Stefan Everts |
| IV     | 2003 | Alemanya | Teutschenthal     | 4 de maig  | Marc de Reuver | Mickaël Pichon    | Joël Smets    |

## França
El Gran Premi de França de Motocròs 125, 250 i 500cc (en francès, Grand Prix de France de Moto-Cross), abreujat GP de França de Motocròs, se celebrà a França del 2001 al 2003.
Guanyadors:
| Edició | Any  | Lloc                | Data           | 125cc             | 250cc          | 500cc         |
| ------ | ---- | ------------------- | -------------- | ----------------- | -------------- | ------------- |
| I      | 2001 | Ernée               | 15 de juliol   | Kenneth Gundersen | Mickaël Pichon | Stefan Everts |
| II     | 2002 | Saint-Jean-d'Angély | 12 de maig     | Steve Ramon       | Mickaël Pichon | Stefan Everts |
| III    | 2003 | Ernée               | 14 de setembre | Stefan Everts     | Stefan Everts  | Stefan Everts |

## Itàlia
El Gran Premi d'Itàlia de Motocròs 125, 250 i 500cc (en italià, Gran Premio d'Italia di Motocross), abreujat GP d'Itàlia de Motocròs, se celebrà a Itàlia del 2001 al 2003.
Guanyadors:
| Edició | Any  | Lloc                 | Data           | 125cc             | 250cc          | 500cc        |
| ------ | ---- | -------------------- | -------------- | ----------------- | -------------- | ------------ |
| I      | 2001 | Castiglione del Lago | 16 de setembre | Kenneth Gundersen | Mickaël Pichon | Joël Smets   |
| II     | 2002 | Castiglione del Lago | 26 de maig     | Mickaël Maschio   | Mickaël Pichon | Yves Demaria |
| III    | 2003 | Montevarchi          | 1 de juny      | Stefan Everts     | Stefan Everts  | Joël Smets   |

## Luxemburg
El Gran Premi de Luxemburg de Motocròs 125, 250 i 500cc (alemany: Großer Preis von Luxemburg Moto-Cross; francès: Grand Prix du Grand-Duché de Luxembourg de moto-cross), abreujat GP de Luxemburg de Motocròs, se celebrà a Luxemburg l'any 2000.
Guanyadors:
| Edició | Any  | Lloc        | Data       | 125cc      | 250cc           | 500cc      |
| ------ | ---- | ----------- | ---------- | ---------- | --------------- | ---------- |
| I      | 2000 | Folkendange | 13 d'agost | Mike Brown | Frédéric Bolley | Joël Smets |

## Països Baixos
El Gran Premi dels Països Baixos de Motocròs 125, 250 i 500cc (en neerlandès: Grote Prijs van Nederland motorcross), abreujat GP dels Països Baixos de Motocròs, se celebrà als Països Baixos del 2000 al 2003.
Guanyadors:
| Edició | Any  | Lloc         | Data          | 125cc          | 250cc           | 500cc            |
| ------ | ---- | ------------ | ------------- | -------------- | --------------- | ---------------- |
| I      | 2000 | Valkenswaard | 9 d'abril     | Grant Langston | Frédéric Bolley | Marnicq Bervoets |
|        |      |              |               |                |                 |                  |
| II     | 2001 | Valkenswaard | 1 d'abril     | Erik Eggens    | Mickaël Pichon  | Joël Smets       |
| III    | 2001 | Lierop       | 2 de setembre | Erik Eggens    | Chad Reed       | Joël Smets       |
|        |      |              |               |                |                 |                  |
| IV     | 2002 | Valkenswaard | 24 de març    | Steve Ramon    | Mickaël Pichon  | Joël Smets       |
|        |      |              |               |                |                 |                  |
| V      | 2003 | Valkenswaard | 13 d'abril    | Steve Ramon    | Stefan Everts   | Joël Smets       |
| VI     | 2003 | Lierop       | 10 d'agost    | Stefan Everts  | Stefan Everts   | Cédric Melotte   |

## Rússia
El Gran Premi de Rússia de Motocròs 125, 250 i 500cc (en rus, Гран-при России по мотокроссу), abreujat GP de Rússia de Motocròs, se celebrà a Rússia l'any 2002.
Guanyadors:
| Edició | Any  | Lloc      | Data           | 125cc       | 250cc          | 500cc              |
| ------ | ---- | --------- | -------------- | ----------- | -------------- | ------------------ |
| I      | 2002 | Sorochany | 15 de setembre | Steve Ramon | Mickaël Pichon | Javier Garcia Vico |

## Suècia
El Gran Premi de Suècia de Motocròs 125, 250 i 500cc (en suec, Sveriges Grand Prix i Motocross), abreujat GP de Suècia de Motocròs, se celebrà a Suècia del 2001 al 2003.
Guanyadors:
| Edició | Any  | Lloc      | Data        | 125cc             | 250cc           | 500cc         |
| ------ | ---- | --------- | ----------- | ----------------- | --------------- | ------------- |
| I      | 2001 | Uddevalla | 1 de juliol | Kenneth Gundersen | Gordon Crockard | Stefan Everts |
| II     | 2002 | Uddevalla | 7 de juliol | Ben Townley       | Mickaël Pichon  | Stefan Everts |
| III    | 2003 | Uddevalla | 6 de juliol | Stefan Everts     | Ben Townley     | Joël Smets    |

## Suïssa
El Gran Premi de Suïssa de Motocròs 125, 250 i 500cc (francès: Grand Prix de Suisse de Moto-Cross; alemany: Großer Preis der Schweiz Moto-Cross), abreujat GP de Suïssa de Motocròs, se celebrà a Suïssa l'any 2001.
Guanyadors:
| Edició | Any  | Lloc       | Data       | 125cc      | 250cc            | 500cc            |
| ------ | ---- | ---------- | ---------- | ---------- | ---------------- | ---------------- |
| I      | 2001 | Roggenburg | 12 d'agost | James Dobb | Claudio Federici | Marnicq Bervoets |

## República Txeca
El Gran Premi de la República Txeca de Motocròs 125, 250 i 500cc (en txec, Velká cena České republiky v motokrosu), abreujat GP de la República Txeca de Motocròs, se celebrà a la República Txeca del 2002 al 2003.
Guanyadors:
| Edició | Any  | Lloc  | Data          | 125cc           | 250cc          | 500cc      |
| ------ | ---- | ----- | ------------- | --------------- | -------------- | ---------- |
| I      | 2002 | Loket | 1 de setembre | Mickaël Maschio | Mickaël Pichon | Joël Smets |
| II     | 2003 | Loket | 31 d'agost    | Stefan Everts   | Stefan Everts  | Joël Smets |